# Astachikha
Astachikha (Асташиха) est un petit village de Russie situé dans le raïon de Lyskovo de l'oblast de Nijni Novgorod. Il dépend du conseil rural de Krasny Osselok qui regroupe neuf autres villages. Il possède cinq rues.

## Géographie
Le village se trouve dans la partie centrale de l'oblast de Nijni Novgorod dans le plateau de la Volga, à 7 km au sud de la Volga dans une zone de conifères et de feuillus,, au sud de l'autoroute M-7 Volga. Il est sis à 14 km à vol d'oiseau à l'est de Lyskovo, chef-lieu de l'arrondissement, à 93 m d'altitude. Il est baigné par la petite rivière Imza et la rivière Ostachika.
Climat
Le climat est caractérisé comme continental tempéré, avec des étés relativement courts et modérément chauds et des hivers longs et froids. La température annuelle moyenne est de 3,7 °C. La température moyenne de l'air du mois le plus chaud (juillet) est de 18,7 °C (le maximum absolu est de 36 °C) ; le plus froid (janvier) -12°C (minimum absolu -44°C). La durée de la période sans gel est de 206 à 212 jours. Les précipitations annuelles moyennes sont d'environ 588 mm, dont 410 mm entre avril et octobre. La couverture de neige stable dure environ 150-160 jours.
Fuseau horaire
Astachikha se trouve dans le fuseau horaire de Moscou, comme tout l'oblast de Nijni Novgorod.

## Population à l'année
- 2002 : 215 habitants
- 2010 : 198 habitants

La population de résidents secondaires, surtout à la belle saison, est plus importante que la population vivant à Astachikha toute l'année.

## Histoire
Le village d'Ostachikha (son nom à l'époque) a été formé au XVIIe siècle sur la route de Kazan. En 1745, il appartenait à Akinfi Demidov. Certains villageois travaillaient dans les usines métallurgiques de conversion de Tchougounka et de Korelka dans l'ouïezd de Vorotynets. En 1772, Louguinine, ayant acheté des usines, emmena tous les ouvriers à Zlatooust.
Son nom provient du diminutif Astacha ou Ostacha d'Eustache (Evstakhi en russe). Il existait encore au village une communauté de vieux-croyants au début du XXe siècle. Il faisait partie à cette époque de la volost de Prossek de l'ouïezd de Makarievo (à 16 verstes), dans le gouvernement de Nijni Novgorod, et comptait 670 habitants au milieu du XIXe siècle et 1 188 en 1916; il y avait une forge et une fabrique de teinture. Le monument aux morts de la Grande Guerre patriotique est en forme d'obélisque.

## Église de l'Annonciation
L'église du village dédiée à l'Annonciation a été construite en pierre en 1850. Elle a été restaurée dans les années 2010. Elle dépend de l'éparchie de Lyskovo.